# Matěj Kovář
Matěj Kovář (ur. 17 maja 2000 w Uherskim Hradišciu) – czeski piłkarz występujący na pozycji bramkarza w niemieckim klubie Bayer Leverkusen oraz w reprezentacji Czech. Wychowanek 1. FC Slovácko, w trakcie swojej kariery grał także w takich zespołach jak Manchester United, Swindon Town, Burton Albion oraz Sparta Praga.